# Алкиной (философ)
Алкиной (др.-греч. Ἀλκίνους; II в.) — греческий философ-платоник.
Он автор компендиума среднего платонизма, Учебника платоновской философии, предназначенного для учителей, важного источника по платонизму периода расцвета Римской Империи, непосредственно перед возникновением неоплатонизма. Книга состоит из 36 глав, которые охватывают ряд тем от логики к физике и этике. Трактат написан в манере типичной для трудов Аристотеля (Corpus Aristotelicum), также содержит популярные концепции других философских школ, в частности, перипатетиков и стоиков. Учебник Алкиноя был переведён на латынь Марсилио Фичино и хорошо известен в эпоху Возрождения, впоследствии появились переводы на другие европейские языки.
С конца XIX до середины XX вв. авторство Учебника платоновской философии по гипотезе Якова Фрейденталя приписывали платонику Альбину, пока не были найдены свидетельства ошибочности идентификации.